# 해신동
해신동(海新洞)은 대한민국의 전북특별자치도 군산시의 동이다.

## 개요
해신동은 개항 100년의 역사를 자랑하는 내항과 월명공원 그리고 싱싱한 해산물이 즐비하고 삶의 진한 감동이 있는 수산물센터·횟집단지 등이 위치한 곳이다. 또한 해망굴, 히로쓰가옥, 일본식 가옥 등이 위치하고 있어 과거의 흔적을 되돌아 볼 수 있는 역사적 공간이다.

## 법정동
- 해망동(海望洞)
- 신흥동(新興洞)
- 금동(錦洞)

## 교육
- 군산서초등학교 (금동)

## 주요기관
- 군산해양경찰서

## 유적
- 신흥동 일본식 가옥